# Grote Prijs Yvonne Reynders
De Grote Prijs Yvonne Reynders is een eendaagse wielerkoers voor vrouwen in de Belgische provincie Antwerpen die sinds 2022 jaarlijks wordt verreden en die bij de eerste editie viel in de UCI 1.2-categorie en vanaf 2024 in de 1.1-categorie. De start- en finishplaats is Noorderwijk in de gemeente Herentals. De wedstrijd is vernoemd naar meervoudig wereldkampioene Yvonne Reynders.
De eerste editie werd na 39 kilometer stilgelegd vanwege noodweer. De eerste twee overwinningen gingen naar de Nederlanders Eline van Rooijen en Scarlett Souren.

## Erelijst
| Jaar | Eerste            | Tweede          | Derde               |
| ---- | ----------------- | --------------- | ------------------- |
| 2022 | niet uitgereden   | niet uitgereden | niet uitgereden     |
| 2023 | Eline van Rooijen | Sanne Cant      | Kirstie van Haaften |
| 2024 | Scarlett Souren   | Evy Kuijpers    | Femke Beuling       |
| 2025 | Cristina Tonetti  | Teniel Campbell | Eline Jansen        |

### Overwinningen per land
| Overwinningen | Land      |
| ------------- | --------- |
| 2             | Nederland |
| 1             | Italië    |

2022 · 2023 · 2024 · 2025